# Canale Mussolini
Canale Mussolini (titulada en español Tierra de nadie) es una novela del escritor italiano Antonio Pennacchi publicada en 2010. La novela fue finalista del Premio Campiello y ganadora de los premios Premio Strega y Acqui Storia.
El título se refiere al principal canal de las lagunas Pontinas, llamado «Canale Mussolini» durante veinte años y posteriormente «Canale delle Acque Alte», ubicado entre los territorios municipales de Latina (originalmente Littoria) y Cisterna di Latina.
El libro está narrado por uno de los miembros de la familia Peruzzi y sólo al final se revelará cuál, siguiendo el estilo típico del «filò», una antigua tradición de la campiña nororiental transportada al Agro Pontino donde la gente se reunía por la noche para contar historias y leyendas antiguas.

## Trama
La novela abarca un lapso de tiempo que va desde la década de 1910 hasta la Segunda Guerra Mundial. La protagonista es la familia Peruzzi, agricultores que viven en el bajo valle del Po, entre Rovigo y Ferrara, donde cultivan tierras alquiladas o en aparcería. En 1904, el abuelo, fundador de la familia, asiste a una reunión no autorizada del socialista Edmondo Rossoni y es encarcelado junto con él. Los dos pronto se hacen amigos y el abuelo se adhiere así al socialismo, bautizando a sus hijos con los nombres de los líderes de la izquierda de la época: Adelchi, Treves, Turati, Modigliana y Bissolata. Antes de 1904 ya le habían nacido Iseo, Temistocle y Pericle, que participaron en la Primera Guerra Mundial.
En la posguerra la familia se ve involucrada en enfrentamientos entre escuadristas y socialistas. Estos últimos, en represalia contra los Peruzzi que no habían querido contratar trabajadores, deciden prender fuego a su pajar. Los Peruzzi se vengaron atacando al maestro de escuela primaria de la ciudad y líder del movimiento socialista local, y prendiendo fuego la oficina de trabajo de Codigoro, que más tarde se transformaría en la rama local del partido fascista. Algunos de los Peruzzi también participan en la marcha sobre Roma en 1922 y, poco después, el Partido encarga a Pericle, junto con otros dos camaradas, que le de una paliza a un sacerdote antifascista de la cercana Comacchio. Durante la emboscada, Pericle termina matandolo accidentalmente.
Mientras tanto, la familia, que se amplía con nuevos matrimonios y nuevos nacimientos, trabaja en las tierras de los Zorzi Vila como aparceros. Sin embargo, cuando en 1926 el gobierno de Mussolini propone una nueva política económica (la llamada «cuota 90»), los Zorzi Vila aprovecharon para robar todas sus pertenencias a las familias. El desastre también afecta a los Peruzzi, que deciden enviar su delegación a Roma: esperan recibir apoyo del gobierno debido a su pasado como miembros esquadristas. Se encuentran con el propio Rossoni, que entretanto se ha unido al fascismo y se ha convertido en subsecretario, quien les hace comprender que no puede hacer nada contra los Zorzi Vila pero que puede confiar a los Peruzzi una granja propia en las lagunas Pontinas que el régimen está empezando a drenar.
Los Peruzzi aceptan y se marchan al Lacio. Se instalan en las fincas 516 y 517 de la Opera Nazionale Combattenti. Las fincas están ubicadas a lo largo de la «Parallela Sinistra» (hoy «Strada Santa Croce») en los alrededores del Borgo Podgora, a la izquierda del «Canale Mussolini», el principal canal de la zona. En diciembre de 1932 asisten a la inauguración de la nueva ciudad de Littoria. La vida de los colonos en la nueva tierra, sin embargo, está llena de dificultades: luchan por acabar con el mosquito Anopheles y la malaria.
A los habitantes del lugar y de los cercanos montes Lepinos no les gustan los recién llegados a los que llaman «cispadani» (invasores) y los colonos reaccionan llamando «marocchini» (marroquíes) a los lugareños, y no faltan enfrentamientos y venganzas mutuas. Mientras tanto, el cultivo de las fértiles tierras de los Peruzzi les permite recuperarse económicamente. La familia participa activamente en la vida rural de los colonos con sus ritos: el «filò» entre vecinos de las granjas y la misa cada domingo en la iglesia del pueblo, iglesias que, tras una petición del habitual Pericle al patriarca de Venecia, son encomendadas a los sacerdotes venecianos porque los sacerdotes de la diócesis local de Velletri no pueden entender el dialecto cispadano.
En 1935, Adelchi participa en la segunda guerra italo-etíope. Con el estallido de la Segunda Guerra Mundial, varios de los jóvenes de los Peruzzi son enviados al frente: en Albania, África y Rusia. En África Oriental, Pericle desaparece en combate. Su esposa, Armida, que tiene una colmena de abejas que revelan su futuro, inicia una relación con su sobrino Paride. Queda embarazada de un niño y los Peruzzi la echan de casa por vergüenza. Sin embargo, debido a la guerra y su embarazo le permiten quedarse temporalmente.
En el invierno de 1944, la guerra también llega las lagunas Pontinas. Los aliados, en un intento por romper la línea Gustav, desembarcan en Anzio y comienzan una batalla muy larga con los alemanes entre Cisterna y Aprilia, que luego son arrasadas. Para retrasar el avance aliado, se sabotearon las obras de drenaje y también se libera una batalla en el Canal Mussolini. Los colonos, entre ellos los Peruzzi, por lealtad al fascismo, deciden apoyar a los alemanes, llegando incluso a disparar contra las patrullas aliadas.
Luego, cuando la línea del frente se estabiliza a poca distancia de sus granjas, el mando alemán los obliga a abandonar sus hogares y refugiarse en los montes Lepinos. Las dificultades comunes de la guerra, incluyendo el  hambre y violaciones en masa, ayudan a los cispadani y marocchini a superar su desconfianza mutua. Agro Pontino es finalmente liberado en mayo de 1944. Los Peruzzi regresan a sus granjas destruidas y comienzan la reconstrucción.

## Ediciones
En italiano;
- Antonio Pennacchi, Canale Mussolini, Arnoldo Mondadori Editore, 2010, pp. 461. ISBN 88-04-54675-1.
- Antonio Pennacchi, Canale Mussolini, Mondadori, junio de 2011.
- Antonio Pennacchi, Canale Mussolini, Arnoldo Mondadori Editore, 2014, pp. 460. ISBN 978-88-04-62804-0.

En español;
- Antonio Pennacchi, Tierra de nadie, Salamandra, 2014,  pp. 416. ISBN 9788498385564.